# Haliclona bioxeata
Haliclona bioxeata är en svampdjursart som beskrevs av Boury-Esnault, Pansini och Uriz 1994. Haliclona bioxeata ingår i släktet Haliclona och familjen Chalinidae. Inga underarter finns listade i Catalogue of Life.